# Altopiano del Voltigno
L'altopiano del Voltigno è una conca di origine carsica, situata quasi interamente nel comune di Carpineto della Nora (PE), in Abruzzo, a circa 1.400 m s.l.m. Il territorio è incluso nel parco nazionale del Gran Sasso e Monti della Laga.

## Origini del nome

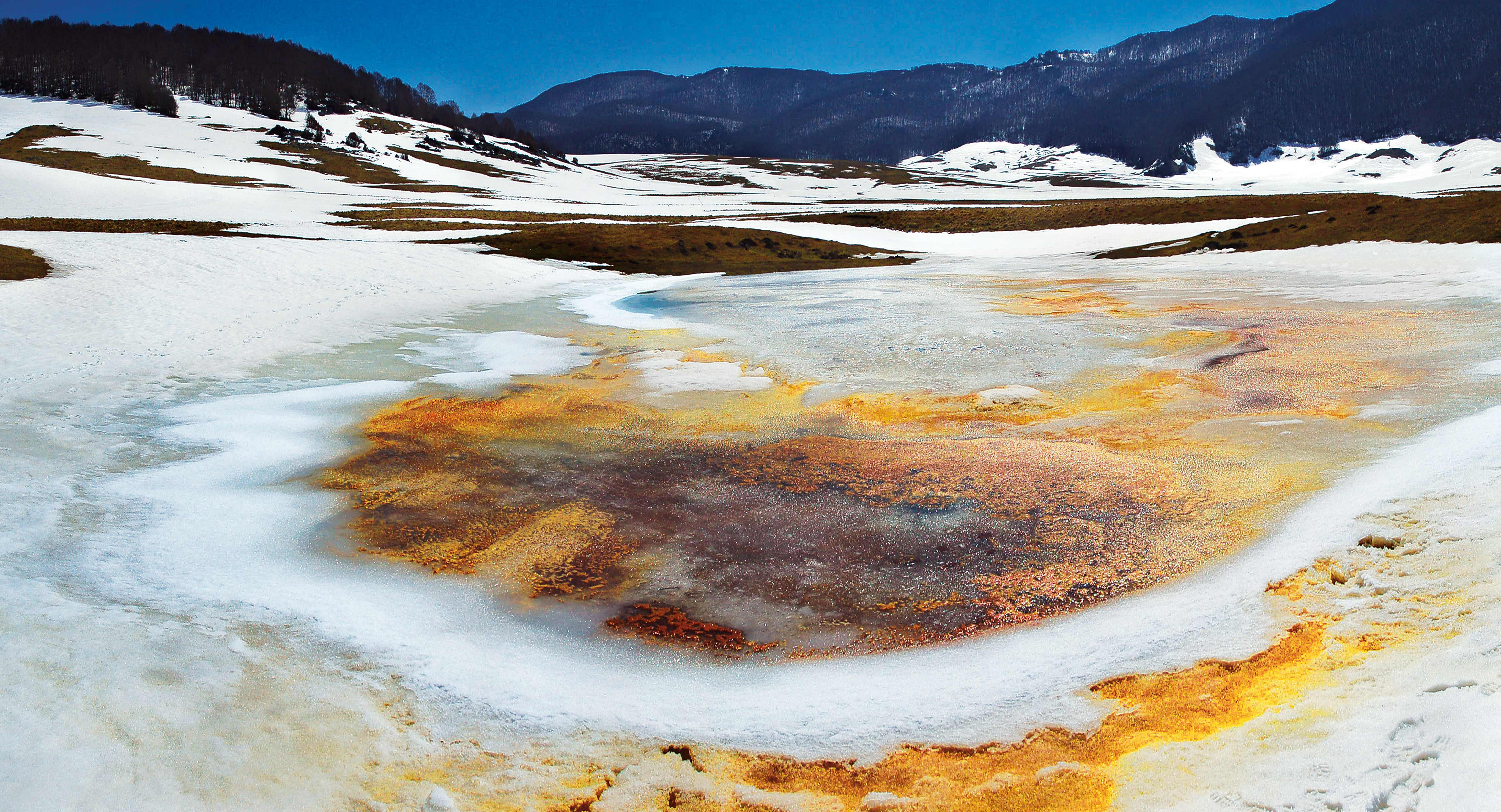
Il Voltigno innevato

Sull'origine del toponimo Voltigno non c'è certezza. L'ipotesi più plausibile lo farebbe derivare dal termine "volgere", ovvero luogo in cui era possibile prendere diverse direzioni verso gli antichi tratturi e tratturelli della transumanza e delle vie del sale.

## Storia
Il territorio, anticamente popolato dalle tribù bertoniane e dai popoli italici dei Vestini, è situato a circa 1400 m s.l.m. al confine delle contemporanee province di Pescara e L'Aquila in Abruzzo. È circondato dai rilievi montuosi collocati tra i comuni pescaresi di Carpineto della Nora, Brittoli, Montebello di Bertona, Villa Celiera, Farindola, Civitella Casanova, Penne, Loreto Aprutino e i comuni aquilani di Castel del Monte, Ofena e Villa Santa Lucia degli Abruzzi.
Per favorire la tutela dell'ambiente e la valorizzazione del territorio nel 1989 fu istituita la riserva regionale Voltigno e Valle d'Angri su una superficie complessiva di 5.172 ettari. Dal 1999, in seguito alla soppressione della riserva regionale, il Voltigno è stato incluso nel parco nazionale del Gran Sasso e Monti della Laga, ufficialmente istituito nel 1991.

## Descrizione
Il territorio montano, che circonda il pianeggiante Vado di Focina, si caratterizza per i boschi vetusti, in particolare le faggete, e per le doline carsiche, gli inghiottitoi e alcuni laghetti, come il lago Sfondo, alimentati per lo più dallo scioglimento della neve. La conca del Voltigno è raggiungibile da diversi sentieri come quelli molto frequentati che partono dal versante di Villa Celiera e da Carpineto della Nora, oltre l'abbazia di San Bartolomeo nella valle della Nora. Dalla valle d'Ombra (1.460 m s.l.m.) si può raggiungere l'area denominata Voltignolo.
Diversi sentieri favoriscono la pratica del trekking, ma anche altri sport come il mountain biking; nel territorio sono altresì presenti alcune ippovie. Nel periodo invernale il luogo si presta alla pratica dello sci di fondo.

### Ascensioni
- Cima della Cioccola sul Gran Sasso
- Colle della Biffa
- Monte Cappucciata
- Monte Meta (1.784 m s.l.m., da non confondere con l'omonimo monte marsicano)
- Rifugio Il Voltigno
- Sentieri verso il monte Camicia
- Valle d'Angri-Gola del vallone d'Angora tra i territori di Farindola e Campo Imperatore
- Valle Strina[4][6]